# 長野県道186号上田塩川線
長野県道186号上田塩川線（ながのけんどう186ごう うえだしおがわせん）は、長野県上田市を通る県道（一般県道）である。

## 概要

### 路線データ
- 起点：上田市大字諏訪形（三好町交差点、長野県道77号長野上田線交点）
- 終点：上田市大字長瀬（東郷橋交差点、国道152号交点）

## 交差・接続する道路
- 長野県道77号長野上田線
- 国道152号